# Municipio de Chester (Dakota del Norte)
El municipio de Chester (en inglés: Chester Township) es un municipio ubicado en el condado de Grand Forks en el estado estadounidense de Dakota del Norte. En el año 2010 tenía una población de 122 habitantes y una densidad poblacional de 1,3 personas por km².

## Geografía
El municipio de Chester se encuentra ubicado en las coordenadas 47°53′22″N 97°25′49″O / 47.88944, -97.43028. Según la Oficina del Censo de los Estados Unidos, el municipio tiene una superficie total de 93.63 km², de la cual 93,63 km² corresponden a tierra firme y (0 %) 0 km² es agua.

## Demografía
Según el censo de 2010, había 122 personas residiendo en el municipio de Chester. La densidad de población era de 1,3 hab./km². De los 122 habitantes, el municipio de Chester estaba compuesto por el 95,9 % blancos y el 4,1 % eran de una mezcla de razas. Del total de la población el 0,82 % eran hispanos o latinos de cualquier raza.